# Ammoconia monticola
Ammoconia monticola är en fjärilsart som beskrevs av Franz Dannehl. Ammoconia monticola ingår i släktet Ammoconia och familjen nattflyn. Inga underarter finns listade i Catalogue of Life.